# Hans Peter Sørensen

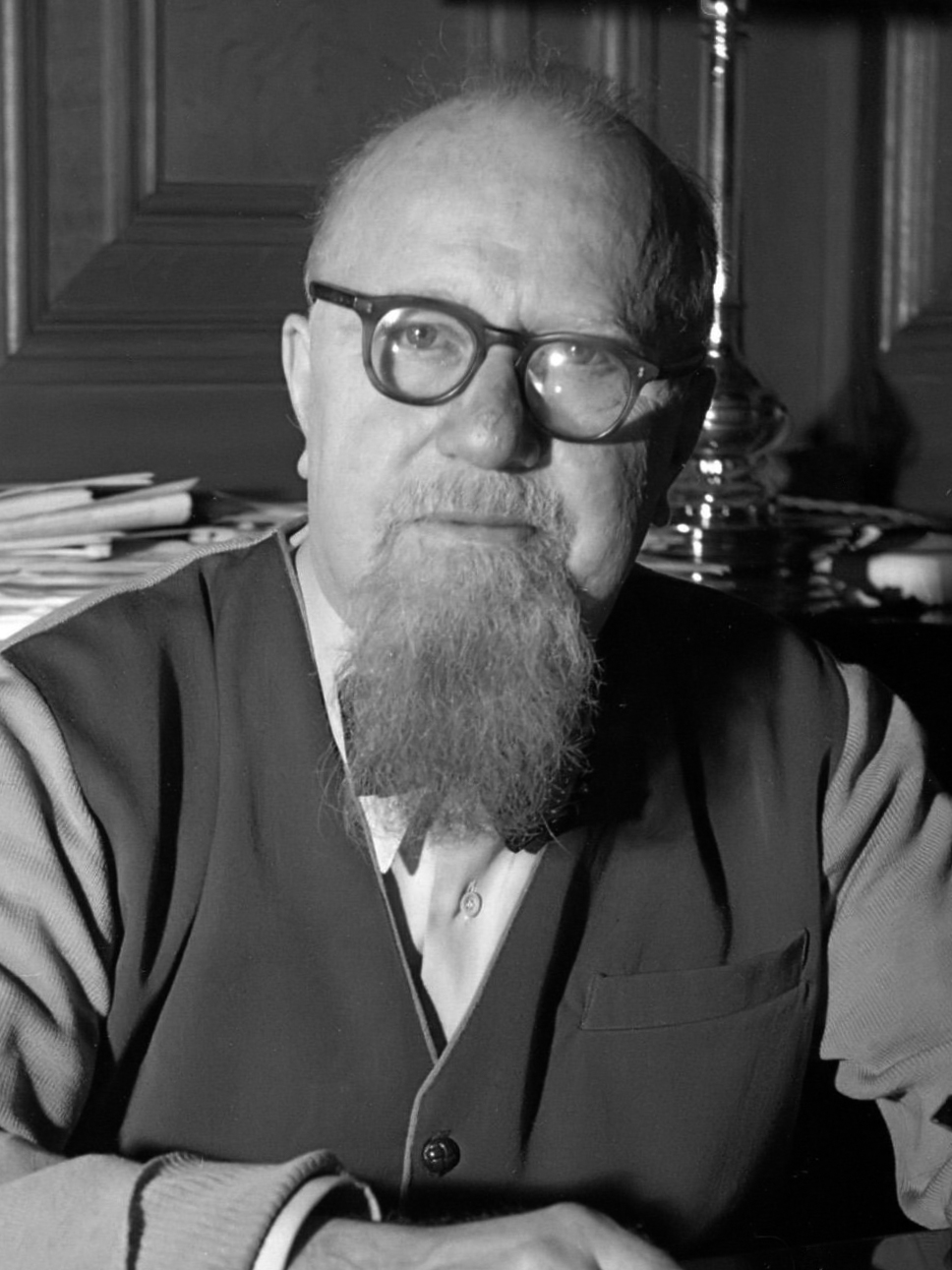
Hans Peter Sørensen (1954)

Hans Peter Sørensen (* 18. Dezember 1886 in Silkeborg; † 29. Mai 1962 in Kopenhagen) war ein dänischer sozialdemokratischer Politiker. 1946 wurde er Oberbürgermeister von Kopenhagen und löste damit seinen Parteikollegen Viggo Christensen ab. Sørensen hatte dieses Amt bis 1956 inne.